# Tyromyces hypocitrinus
Tyromyces hypocitrinus är en svampart som först beskrevs av Miles Joseph Berkeley, och fick sitt nu gällande namn av Leif Ryvarden 1984. Tyromyces hypocitrinus ingår i släktet Tyromyces och familjen Polyporaceae.   Inga underarter finns listade i Catalogue of Life.